# خوان كارلوس بايانو
خوان كارلوس بايانو مواليد 12 أبريل 1984، هو ملاكم محترف دومينيكي يصنف ضمن فئة وزن الديك بدأ مسيرته الاحترافية سنة 2010 حيث انتصر في نزاله الأول على مواطنه أنيودي ميسا. شارك في دورة الألعاب الأولمبية الصيفية سنة 2004.

## إحصائيات
خاض خلال مسيرته 18 نزالا، فاز في 17 ولم يتعادل وخسر في 1. فاز بالضربة القاضية في 8 نزالا.

## روابط خارجية
- خوان كارلوس بايانو على موقع بوكس ريك (الإنجليزية) (registration required)
- خوان كارلوس بايانو على موقع أوليمبيديا (الإنجليزية)